# Notícias de Gouveia
Notícias de Gouveia (NG) é um jornal regional português centenário, fundado a 12 de fevereiro de 1914, no concelho de Gouveia, distrito da Guarda. Com mais de um século de existência, o jornal é um dos mais antigos em atividade contínua em Portugal e tem desempenhado um papel fundamental na comunicação regional e na defesa dos interesses da sua comunidade.

## Fundação e Primeiros Anos
Nos primeiros anos, o jornal era conhecido como Semanário Evolucionista, alinhado com as ideias políticas progressistas dos seus fundadores. A redação e administração estavam localizadas na Rua do Ouvinho, e os primeiros responsáveis pela publicação foram João Pinto de Sousa, proprietário, e Afonso Xavier de Oliveira Fonseca, diretor. Em maio de 1914, José de Almeida Motta assumiu a direção do jornal, consolidando-se como fundador oficial.
Em 1916, José de Almeida Motta decidiu abandonar a designação de Semanário Evolucionista,  renomeando assim a publicação para Notícias de Gouveia e adotando o lema que ainda hoje é utilizado: "Defensor dos Interesses da Região". Esta mudança de nome reflete o compromisso do jornal com a sua missão de promover e proteger os interesses locais, o que contribuiu para sua relevância na vida social, política e cultural da região.

## Crescimento e Continuidade Familiar
Com a direção de José de Almeida Motta, o Notícias de Gouveia consolidou a sua presença como um dos principais jornais da região da Serra da Estrela. A tradição familiar manteve-se viva na linha de sucessão da direção do jornal, quando Carlos Gomes de Almeida Motta, filho de José de Almeida Motta, foi nomeado subdiretor em 1954 e, mais tarde, diretor em 1970. Durante este período, o jornal continuou a crescer e a inovar, acompanhando as transformações políticas e sociais do país. Em 1950, o Notícias de Gouveia foi convidado a participar na fundação da Associação Portuguesa de Imprensa.

## Transição e Modernização
Em outubro de 1995, o Notícias de Gouveia passou para a titularidade da Associação de Beneficência Popular de Gouveia (ABPG), uma entidade local com fortes raízes na comunidade. Esta transição marcou o início de uma nova fase para o jornal, que continuou a modernizar-se, mas sempre preservando o seu compromisso com a informação regional. Hercílio Azevedo Ribeiro assumiu a direção nesta altura, substituindo Carlos Gomes de Almeida Motta.
A partir de julho de 2007, por força de mudanças na legislação que regulamentava o setor da imprensa, o jornal alterou a sua periodicidade de semanal para trimensal, publicando edições nos dias 10, 20 e 30 de cada mês. Este ajuste permitiu que o Notícias de Gouveia continuasse a manter a sua qualidade editorial num contexto de transformações no setor da imprensa.
Em novembro de 2015, Liliana Carona foi nomeada diretora, a convite da administração da ABPG, liderada então por Luís Carrilho, presidente da direção. Liliana Carona, jornalista gouveense com sólido currículo profissional no domínio da comunicação social, particularmente no jornalismo radiofónico, na Rádio Renascença, aceita o  o desafio de liderar projetos que têm vindo a modernizar a imagem do jornal, mas também a aprofundar o seu compromisso com a responsabilidade social e com as questões de interesse público.

## Projetos de Inclusão e Responsabilidade Social
O Notícias de Gouveia tem promovido diversos projetos comunitários. Em 2018, lançou o Calendário dos Pastores Mais Belos da Serra da Estrela , uma iniciativa solidária para apoiar causas locais. Em 2020, criou o In Press Cool , destinado a promover a literacia mediática entre jovens e combater fake news. Foram realizadas formações em escolas e oferecidas assinaturas digitais a estudantes do 2º e 3º ciclos e do ensino secundário. O projeto mantém-se até aos dias de hoje.
Durante a pandemia de COVID-19, o NG foi um dos jornais regionais selecionados para o Journalism Emergency Relief Fund (JERF), da Google, uma iniciativa que apoiou financeiramente a imprensa regional.

## Prémios e Reconhecimento
O Notícias de Gouveia conquistou diversos prémios ao longo dos anos:
- 2º lugar no Prémio Imprensa Regional – Desporto com Ética (2016), com o trabalho "O Futebol já não é só para rapazes", da jornalista Liliana Carona.[2]
- Vencedor do Prémio Gazeta Imprensa Regional 2018, promovido pelo Clube de Jornalistas.[2]
- Vencedor do Prémio de Jornalismo: Farmacêuticos e Sociedade 2020, com a reportagem "Renascer das Cinzas", do jornalista Paulo Prata.[1]

## Presença Digital
Além da versão impressa, o jornal está presente online através do seu site e nas redes sociais Facebook, Instagram e YouTube, ampliando o seu alcance e relevância na era digital.